# Carolco Pictures
Carolco Pictures, Inc., Carolco International N.V., Anabasis Investments foi uma produtora independente, distribuidora e financiadora cinematográfica norte-americana. 
Foi fundada em 1976 por dois produtores: Mario Kassar e Andrew G. Vajna. Ela produziu sucessos de bilheteria como as primeiras três partes da franquia Rambo (Rambo: First Blood (1982), Rambo II (1985), Rambo III (1988)) e Terminator 2: Judgment Day (1991), também sofreu grandes perdas em flops espetaculares como Showgirls (1995) e Cutthroat Island (1995), por meio do qual a empresa entrou com pedido de falência e foi posteriormente encerrada.
Dezenove anos após o pedido de concordata, a empresa foi reativada no final de 2014 com a aquisição do nome Carolco por Brick Top Productions, Kassar se tornou o presidente da empresa.

## Filmografia selecionada
Esta seção apresenta principalmente sucessos de bilheteria, como:
- 1982: Rambo: First Blood[1]
- 1985: Rambo II[1]
- 1988: Rambo III[2]
- 1988: Inferno Vermelho (Red Heat)
- 1990: Total Recall
- 1991: Terminator 2: Judgment Day[3]
- 1992: Basic Instinct
- 1992: Universal Soldier[8]
- 1994: Stargate